# 1992-es MTV Video Music Awards
Az 1992-es MTV Video Music Awards díjátadója 1992. szeptember 9-én került megrendezésre, és a legjobb, 1991. június 16-tól 1992. június 15-ig készült klipeket díjazta. Az est házigazdája Dana Carvey volt. A díjakat Los Angeles-ben, az UCLA Pauley Pavilionjában adták át.
Az est legnagyobb nyertese a Van Halen és a Red Hot Chili Peppers volt, mindkét együttes három díjat kapott. A Van Halen Right Now videója vihette haza az Év videója díjat; a klipet hét kategóriában jelölték, ezzel az év legtöbbet jelölt videója. A Közönségdíjat a Red Hot Chili Peppers kapta; két videójukat összesen nyolcszor jelölték, ezzel ők a legtöbbet jelölt előadó. A RHCP jelölései közül ötöt a Give It Away-ért, a maradék hármat pedig az Under the Bridge-ért kapott.

## Jelöltek
A győztesek félkövérrel vannak jelölve.

### Az év videója
- Def Leppard — Let's Get Rocked
- Nirvana — Smells Like Teen Spirit
- Red Hot Chili Peppers — Under the Bridge
- Van Halen — Right Now

### Legjobb férfi videó
- Eric Clapton — Tears in Heaven
- John Mellencamp — Get a Leg Up
- Tom Petty and the Heartbreakers — Into the Great Wide Open
- Bruce Springsteen — Human Touch
- "Weird Al" Yankovic — Smells Like Nirvana

### Legjobb női videó
- Tori Amos — Silent All These Years
- Madonna — Holiday (Truth or Dare verzió)
- Annie Lennox — Why
- Vanessa L. Williams — Save the Best for Last

### Legjobb csapatvideó
- En Vogue — My Lovin' (You're Never Gonna Get It)
- Red Hot Chili Peppers — Under the Bridge
- U2 — Even Better Than the Real Thing
- Van Halen — Right Now

### Legjobb új előadó egy videóban
- Tori Amos — Silent All These Years
- Arrested Development — Tennessee
- Cracker — Teen Angst (What The World Needs Now)
- Nirvana — Smells Like Teen Spirit

### Legjobb metal/hard rock videó
- Def Leppard — Let's Get Rocked
- Metallica — Enter Sandman
- Ugly Kid Joe — Everything About You
- Van Halen — Right Now

### Legjobb rap videó
- Arrested Development  — Tennessee
- Black Sheep — The Choice Is Yours (Revisited)
- Kris Kross — Jump
- Marky Mark and the Funky Bunch — Good Vibrations
- Sir Mix-a-Lot — Baby Got Back

### Legjobb dance videó
- En Vogue — My Lovin' (You're Never Gonna Get It)
- Madonna — Holiday (Truth or Dare version)
- Marky Mark and the Funky Bunch — Good Vibrations
- Prince és a The New Power Generation — Cream

### Legjobb alternatív zenei videó
- Nirvana — Smells Like Teen Spirit
- Pearl Jam — Alive
- Red Hot Chili Peppers — Give It Away
- The Soup Dragons — Divine Thing

### Legjobb filmből összevágott videó
- Eric Clapton — Tears in Heaven (Performance) (a Drog filmből)
- The Commitments — Try a Little Tenderness (a The Commitments filmből)
- Hammer — Addams Groove (az Addams Family - A galád család filmből)
- Queen — Bohemian Rhapsody (a Wayne világa filmből)

### Legnagyobb áttörés
- Tori Amos — Silent All These Years
- David Byrne — She's Mad
- Red Hot Chili Peppers — Give It Away
- Van Halen — Right Now

### Legjobb rendezés
- En Vogue — My Lovin' (You're Never Gonna Get It) (Rendező: Matthew Rolston)
- Red Hot Chili Peppers — Give It Away (Rendező: Stéphane Sednaoui)
- Sir Mix-a-Lot — Baby Got Back (Rendező: Adam Bernstein)
- Van Halen — Right Now (Rendező: Mark Fenske)

### Legjobb koreográfia
- En Vogue — My Lovin' (You're Never Gonna Get It) (Koreográfus: Frank Gatson, Travis Payne és LaVelle Smith Jnr)
- Hammer — Too Legit to Quit (Koreográfus: Hammer)
- Madonna — Holiday (Truth or Dare verzió) (Koreográfus: Vince Patterson)
- Marky Mark and the Funky Bunch — Good Vibrations (Koreográfus: Marky Mark and the Funky Bunch)

### Legjobb speciális effektek
- David Byrne — She's Mad (Speciális effektek: Carlos Arguello és Michele Ferrone)
- Def Leppard — Let's Get Rocked (Speciális effektek: Ian Pearson)
- Michael Jackson — Black or White (rövid verzió) (Speciális effektek: Jamie Dixon)
- U2 — Even Better Than the Real Thing (Speciális effektek: Simon Taylor)

### Legjobb művészi rendezés
- Guns N’ Roses — November Rain (Művészi rendezés: Nigel Phelps)
- Red Hot Chili Peppers — Give It Away (Művészi rendezés: Nick Goodman és Robertino Mazati)
- Sir Mix-a-Lot — Baby Got Back (Művészi rendezés: Dan Hubp)
- Rod Stewart — Broken Arrow (Művészi rendezés: José Montaño)

### Legjobb vágás
- En Vogue — My Lovin' (You're Never Gonna Get It) (Vágó: Robert Duffy)
- Metallica — Enter Sandman (Vágó: Jay Torres)
- Red Hot Chili Peppers — Give It Away (Vágó: Veronique Labels és Oliver Gajan)
- U2 — Even Better Than the Real Thing (Vágó: Jerry Chater)
- Van Halen — Right Now (Vágó: Mitchell Sinoway)

### Legjobb operatőr
- Tori Amos — Silent All These Years (Operatőr: George Tiffin)
- Eric Clapton — Tears in Heaven (Operatőr: David Johnson)
- En Vogue — My Lovin' (You're Never Gonna Get It) (Operatőr: Paul Lauter)
- Genesis — I Can't Dance (Operatőr: Daniel Pearl)
- Guns N’ Roses — November Rain (Operatőr: Mike Southon és Daniel Pearl)
- Michael Jackson — In the Closet (Operatőr: Rolf Kesterman)
- Madonna — Holiday (Truth or Dare verzió) (Operatőr: Toby Phillips)
- Marky Mark and the Funky Bunch — Good Vibrations (Operatőr: Dave Phillips)
- Metallica — Enter Sandman (Operatőr: Martin Coppen)
- Red Hot Chili Peppers — Give It Away (Operatőr: Marco Mazzei)
- Vanessa L. Williams — Running Back to You (Operatőr: Ralph Ziman)

### Közönségdíj
- Def Leppard — Let's Get Rocked
- Nirvana — Smells Like Teen Spirit
- Red Hot Chili Peppers — Under the Bridge
- Van Halen — Right Now

### Nemzetközi közönségdíj

#### MTV Asia
- Artists R.A.P. (Roslan Aziz Productions) — Ikhlas Tapi Jauh
- Christina — Jing Mai Klua
- Chang Yu-sheng — Take Me to the Moon
- The Dawn — Iisang Bangka Tayo
- Lo Ta-yu — Story of the Train
- Marsha — Taak-Hak

#### MTV Australia
- Boom Crash Opera — Holy Water
- Clouds — Hieronymous
- Diesel — Man Alive
- Frente! — Ordinary Angels

#### MTV Brasil
- Guilherme Arantes — Taça de Veneno
- Biquini Cavadão — Zé Ninguém
- Capital Inicial — O Passageiro
- Djavan — Se...
- Engenheiros do Hawaii — O Exército de um Homem Só
- Gilberto Gil — Madalena
- Marina — Criança
- Marisa Monte — Diariamente
- Nenhum de Nós — Ao Meu Redor
- Os Paralamas do Sucesso — Trac Trac
- RPM — Gita
- Sepultura — Desperate Cry
- Supla — Só Pensa na Fama
- Titãs — Saia de Mim
- Caetano Veloso — Fora da Ordem

#### MTV Europe
- The Cure — Friday I'm in Love
- Genesis — "I Can't Dance
- The KLF (közreműködik Tammy Wynette) — Justified & Ancient
- Annie Lennox — Why
- Shakespears Sister — Stay

#### MTV Internacional
- Caifanes — Nubes
- El General — Muévelo
- Gipsy Kings — Baila Me
- Mecano — El 7 de Septiembre
- El Último de la Fila — Cuando el Mar Te Tenga

### Életmű-díj
- Guns N’ Roses

## Fellépők
- The Black Crowes — Remedy
- Bobby Brown — Humpin' Around
- U2 és Dana Carvey — Even Better Than the Real Thing (élő kapcsolás műholdas kapcsolaton keresztül Detroitból)
- Def Leppard — Let's Get Rocked
- Nirvana — Rape Me (intro)/Lithium
- Elton John — The One
- Pearl Jam — Jeremy
- Red Hot Chili Peppers — Give It Away
- Michael Jackson — Jam és Black or White (Londonból, a Dangerous Tour-ról)
- Bryan Adams — Do I Have to Say the Words?
- En Vogue — Free Your Mind
- Eric Clapton — Tears in Heaven
- Guns N’ Roses és Elton John — November Rain

## Résztvevők

### Pre-show
- Cindy Crawford — átadta a szakmai díjakat
- John Norris — átadta a Legjobb dance videó díjat

### Fő show
- Eddie Murphy — átadta a Legjobb férfi videó díjat
- John Corbett és Shannen Doherty — átadták a Legjobb rendezés díjat
- Ice-T és a Metallica (Lars Ulrich és Kirk Hammett) — átadták a Legjobb rap videó díjat
- Halle Berry és Jean-Claude Van Damme — átadták a Legjobb filmből összevágott videó díjat
- Marky Mark és Vanessa L. Williams — átadták a Legnagyobb áttörés díjat
- Roger Taylor és Brian May — átadták az Életmű-díjat
- Luke Perry és Howard Stern (mint "Fartman") — átadták a Legjobb metal/hard rock videó díjat
- Angela Chow (Asia), Richard Wilkins (Australia), Cuca Lazarotto (Brasil), Ray Cokes (Europe) és Daisy Fuentes (Internacional) — bejelentették a regiójuk közönségdíjának győzteseit
- Denis Leary és Cindy Crawford — átadták a Közönségdíjat
- Kris Kross és Magic Johnson — átadták a Legjobb női videó díjat
- Dana Carvey — átadta a Legjobb alternatív zenei videó díjat
- Boyz II Men és Wilson Phillips — átadták a Legjobb új előadó díjat
- Peter Gabriel és Annie Lennox — átadták a Legjobb csapatvideó díjat
- Mick Jagger — átadta az Év videója díjat